# Robert Rex Junior
Robert Matua Richmond Rex, dit Robert Rex Junior, né vers 1943 et mort le 15 juillet 2021, est un homme politique niuéen.

## Biographie
Son père Robert Rex mène Niué, jusque là colonie de la Nouvelle-Zélande, à un statut de libre association avec la Nouvelle-Zélande en 1974, et mène le premier gouvernement du pays. Robert Rex Junior devient homme d'affaires, et mécène de diverses « organisations sportives et organisations non-gouvernementales ». Aux élections législatives de 1975, quatre membres de la famille Rex sont candidats : Robert Rex Senior est réélu député d'Alofi-sud et demeure Premier ministre ; son épouse Patricia Rex est élue également ; mais son frère Leslie Rex et son fils Robert Junior sont battus.
Robert Rex Junior entre au Parlement de Niué aux élections de 1978, élu au scrutin national plutôt que comme député d'une circonscription. Son père, réélu Premier ministre, le nomme ministre de la Santé, de la Culture, des Pêcheries, de la Jeunesse et des Sports dans son gouvernement. Il conserve ces postes après les élections de 1981, devenant par ailleurs ministre de l'Agriculture. Il occupe diverses fonction ministérielles jusqu'en 1990, sous son père, puis est ministre de la Santé, du Service public, de la Justice, des Terres, du Commerce extérieur et du Fret maritime, de la Police et de l'Immigration dans le gouvernement de Sani Lakatani de 1999 à 2002,. Député élu au scrutin national de 1978 à 1996, il est ensuite député de la circonscription d'Alofi-sud (autrefois celle de son père) de 1996 à 2005.
Député d'opposition indépendant au gouvernement de Frank Lui durant la législature 1993-1996, il est courtisé après les élections de 1996 par le Parti du peuple niuéen, parti d'opposition qui cherche à construire une majorité de gouvernement avec des élus indépendants. Le parti lui propose le poste de Premier ministre, qu'il brigue donc avec leur soutien. Il échoue de peu à être élu Premier ministre, les députés lui préférant Frank Lui par onze voix contre neuf.
Battu dans sa circonscription aux élections de 2005, il prend sa retraite de la vie politique, et meurt le 15 juillet 2021 à l'âge de 78 ans,.